# Diego Hurtado de Mendoza y Pacheco
Diego Hurtado de Mendoza y Pacheco (Granada, 1503 – Madrid, 14 agosto 1575) è stato un poeta, umanista e diplomatico spagnolo.
Fu protagonista della vita politica in Italia per una quindicina d'anni, al servizio dell'imperatore Carlo V. 
Come uomo di lettere, Mendoza è figura eminente e poliedrica della cultura spagnola del XVI secolo. Considerato tra i poeti italianisti per la sua raccolta Obras (1610), la sua opera principale tuttavia è di carattere storiografico, la Guerra di Granada (1627). Secondo alcuni, fu anche l'autore del Lazarillo de Tormes.

## Biografia
Diego Hurtado de Mendoza nacque e crebbe a Granada, all’ombra dell’Alhambra, discendente da una delle più illustri casate dell’aristocrazia castigliana; il padre, Íñigo López de Mendoza y Quiñones, era stato nominato governatore cristiano di Granada dopo la conquista del regno moro da parte dei re Cattolici. La madre, Francisca Pacheco, era figlia del marchese di Villena.
Diego ricevette un'attenta educazione umanistica, oltre che alle armi: a Granada apprese il latino alla scuola dell'italiano Pietro Martire d'Anghiera, e imparò anche l’arabo; continuò poi gli studi classici e orientali a Salamanca, dove si perfezionò nella conoscenza del greco, dell’ebraico e dell’arabo. 
Arrivò per la prima volta in Italia da soldato, partecipando come cavaliere alla vittoriosa battaglia di Pavia (1525). In seguito soggiornò a Padova, Bologna, Roma, perfezionando gli studi e arricchendo il proprio bagaglio culturale umanistico. Nella letteratura spagnola viene considerato tra i padri della scuola italiana. 
Iniziò la propria esperienza di diplomatico al servizio degli Asburgo presso Enrico VIII e, dopo essere stato per due anni in Inghilterra, venne nominato ambasciatore dell’imperatore Carlo V a Venezia nel 1539. In Italia rimase per ben quindici anni: dopo Venezia fu ambasciatore a Roma e  governatore di Siena.
Ritornato in Spagna nel 1554, ricevette l’importante onorificenza dell'ordine di Alcántara, e fu ancora impiegato da Filippo II in altre importanti missioni diplomatiche, sempre distinguendosi per l’acume e il tatto. Nel 1567, in seguito a una rissa, fu allontanato dalla corte; scelse di vivere gli ultimi anni in relativo isolamento a Granada, rimanendo in contatto solo epistolare con politici ed eruditi (specialmente con l’eminente storiografo J. Zurita) fino alla morte avvenuta nel 1575.

## In Italia al servizio di Carlo V
Mendoza è stato una figura di rilievo nella intricata politica italiana di metà Cinquecento, dove il diplomatico fu punto di raccordo del composito partito filo-imperiale, costituito dalla nobiltà feudale, da principi, esponenti illustri dell’episcopato, cardinali, il cui principale fattore di collante era l'avversione ai Farnese e al papa Paolo III. La sua carriera diplomatica fu agevolata in questi anni anche dal favore goduto presso due potenti ministri di Carlo V, Francisco de los Cobos y Molina (che gli era anche parente) e Nicolas Perenot de Granvelle.
Giunto a Venezia nel 1539, vi rimase per sette anni come ambasciatore. Oltre alle cose d’Italia, sempre in fermento in quegli anni, dalla città lagunare Mendoza ebbe cura di gestire la vitale rete di informazioni che proveniva dal Levante, fattore cruciale per la politica imperiale, visto che il Turco rimase sempre tra gli avversari più pericolosi per Carlo V. Durante questo periodo ebbe anche l’incarico di rappresentare l’imperatore a Trento nella prima fase del concilio (1545-47). 
Nel 1547 venne designato ambasciatore a Roma presso la corte papale. Molti eventi in quell’anno (la congiura dei Fieschi, il ritiro del supporto pontificio nella guerra imperiale contro i principi protestanti tedeschi, il trasferimento del concilio da Trento a Bologna, l’assassinio di Pierluigi Farnese) avevano fatto salire al culmine la tensione tra l’imperatore e Paolo III e la nomina di Mendoza testimonia quindi la fiducia e la stima accordatagli da Carlo V a quel tempo. 
Durante l’intricato e lungo conclave seguito alla morte di Paolo III nel novembre del 1549, Mendoza perorò invano a Carlo V la candidatura al soglio pontificio del cardinale Giovanni Salviati (sostenuto dal partito nobiliare che faceva capo ad Ercole Gonzaga, ma su cui l’imperatore aveva messo il veto ricordandone le passate posizioni filo-francesi). Questo fatto probabilmente incise sui rapporti con l’imperatore che, anche a seguito della ribellione di Siena (affidata al governo di Mendoza), decise infine di rimandare in patria il diplomatico nel 1554.
Nello svolgimento dei suoi incarichi in Italia, Mendoza ebbe anche modo di sfruttare le sue doti di letterato. Negli anni quaranta, infatti, nello scontro tra partito filo-imperiale e partito farnesiano, non secondario fu il ruolo svolto dalla propaganda, effettuata con la pubblicazione delle opere più varie, dalla saggistica apologetica fino a libelli e pasquinate. Tra la numerosissima pubblicistica anti-Farnese prodotta, un testo satirico in particolare è stato attribuito proprio alla penna di Mendoza: si tratta del Dialogo tra l’anima di Pierluigi Farnese e Caronte, circolato sia in spagnolo che in italiano dopo la morte di Pierluigi Farnese nella congiura di Piacenza.

## L'intellettuale umanista
Gli ampi interessi culturali, la padronanza di latino, arabo, greco ed ebraico, una biblioteca ritenuta tra le più importanti dell’epoca, la committenza di traduzioni e pubblicazioni, la sua stessa attività di poeta e scrittore, tutto ciò rende Mendoza una tipica figura di umanista rinascimentale. Grande conoscitore di Aristotele, a Venezia egli ne traduceva l’opera dal greco al castigliano, e ne teneva persino lezione.
Ai tempi del suo soggiorno in Italia ebbe una vasta rete di relazioni con le elite intellettuali dell’epoca: Pietro Aretino, Giacomo Sadoleto, Benedetto Accolti, Pietro Bembo, Paolo Giovio, Benedetto Varchi, Paolo Manuzio, Tiziano, Sansovino, Giorgio Vasari, Alessandro Piccolomini sono solo alcuni esempi della cerchia delle sue conoscenze.
Gli interessi culturali del Mendoza trovavano riscontro nei libri della sua biblioteca e nella collezione di oggetti artistici di cui si circondò. A Venezia, nella sua casa sul Canal Grande, i visitatori potevano ammirare dipinti, pietre incise, monete antiche, bassorilievi greci e romani, oltre che gli idoli messicani di malachite verde e d’oro che gli erano stati inviati dal fratello Antonio, viceré del Messico e del Perù. Nella sua biblioteca erano presenti moltissime opere di storiografia, specialmente i classici (Tucidide, Senofonte, Tito Livio, Polibio, Giuseppe Flavio, Dionigi di Alicarnasso, etc.), che ne testimoniano l’importanza come fonte di ispirazione e riflessione politica nel Cinquecento. In gran parte i suoi libri e manoscritti erano stati ricopiati dai codici del cardinale Bessarione, in parte acquistati da agenti appositamente inviati a Costantinopoli. L’importanza della sua raccolta era tale che arrivavano studiosi ed eruditi da tutta Europa per poterla consultare, come il bibliografo svizzero Conrad Gesner.
Alla sua morte, i suoi libri andarono a confluire nella biblioteca di Filippo II all’Escorial.

### Opere
La sua raccolta poetica Obras è stata pubblicata postuma nel 1610. Per quest'opera è accostato a Garcilaso de la Vega e Juan Boscán (con cui era in rapporti di amicizia) tra i poeti italianisti, che introdussero nella tradizionale poesia castigliana nuovi temi e metrica ispirata alla lirica italiana, in particolar modo quella petrarchesca, e ai poeti classici latini. A differenza degli altri italianisti, alla poesia cortese Mendoza affiancò anche composizioni dai contenuti  fortemente satirici o burleschi (del resto durante la sua esperienza veneziana fu amico e frequentò stabilmente Pietro Aretino). 
Accanto alla poesia, l’opera con cui è maggiormente ricordato nelle vesti di letterato è la Guerra di Granada, basata sulle sue esperienze militari e politiche durante la rivolta dei moriscos contro Filippo II nel 1568-1571, e che fu pubblicata postuma nel 1627. Il testo, diviso in quattro libri, è punteggiato da particolari pittoreschi, e costituisce un modello eccellente di prosa in castigliano, oltre a costituire una fonte storica interessante per il suo punto di vista che cerca di essere imparziale nell’analisi delle cause del conflitto.
Sin dal XVII secolo a Diego de Mendoza è stata attribuita da diversi autori anche la paternità del famoso Lazarillo de Tormes, primo romanzo del genere picaresco. L’attribuzione è tuttavia da considerarsi controversa.